# Чубрилович, Васо
Васо (Васа) Чубрилович (серб. Васо (Васа) Чубриловић; 14 января 1897, Градишка — 11 июня 1990, Белград) — югославский сербский историк, участник покушения на эрцгерцога Франца-Фердинанда.

## Биография
Будучи гимназистом, состоял в организации «Млада Босна». По факту участия в убийстве Франца Фердинанда был осуждён на 16 лет тюремного заключения. В 1918 году во время распада Австро-Венгрии освобождён из тюрьмы.
Окончил гимназию в Сараево (1919). В 1922 году окончил философский факультет Белградского университета.
Работал учителем истории в гимназиях в Сремской Митровице, Сараево и Белграде.
В 1937 году составил меморандум «Выселение Арнаутов» (Iseljavanje Arnauta), в котором предлагал выселить несколько сот тысяч албанцев в Турцию. Меморандум был представлен правительству Стоядиновича.
С 1939 года — профессор Белградского университета.
Во время Второй мировой войны за антинемецкую пропаганду был арестован немецкими оккупационными властями, находился в заключении в концлагере в Банице. Освобождён в 1943 году, жил в Белграде до конца войны.
В послевоенные годы был министром правительства СФРЮ. С 1946 по 1967 год — заведующий кафедрой новой истории Белградского университета.
С 1961 года — академик Сербской академии наук и искусств. С 1969 по 1978 год — директор института балканистики САНИ.

## Сочинения
- Босански устанак 1875—1878, Српска краљевска академија наука 1930 LXXXIII; Сарајево, 1962.
- Босански Фрајкори у Аустро-турском рату 1788—1791, Братство,1933.
- Српска православна црква под Турцима од XV до XIX века, Зборник Филозофског факултета V, Београд, 1960.
- Порекло муслиманског племства у Босни и Херцеговини, Југословенски историјски часопис, Београд 1935.
- Истеривање Албанаца, Београд, 7. марта 1937.
- Први српски устанак и босански Срби, Београд, 1939.
- Политичка прошлост Хрвата, Београд, 1939.
- Мањински проблем у новој Југославији, Београд, 1944.
- Историја политичке мисли у Србији 19. века, Београд 1956; Сарајево, 1960.
- Терминологија племенског друштва у Црној Гори, Београд 1959.
- Српска православна црква под Турцима од XV до XIX века, Зборник Филозофског факултета V, Београд, 1960.
- Одабрани историјски радови, Београд, 1983.